# Lewan Tibiłow
Lewan Tibiłow (gruz. ლევან თიბილოვი; ur. 23 lipca 1970 w Bakuriani) – gruziński saneczkarz, uczestnik zimowych igrzysk olimpijskich.

## Osiągnięcia

### Igrzyska olimpijskie
| Rok  | Miejsce     | Dwójki |
| ---- | ----------- | ------ |
| 1994 | Lillehammer | 17.    |

### Mistrzostwa świata
| Rok  | Miejsce    | Dwójki | Drużyna mieszana |
| ---- | ---------- | ------ | ---------------- |
| 1990 | Calgary    | 9.     | -                |
| 1991 | Winterberg | 13.    | -                |
| 1993 | Calgary    | 10.    | -                |
| 1999 | Königssee  | 19.    | -                |

### Mistrzostwa Europy
| Rok  | Miejsce   | Dwójki | Drużyna mieszana |
| ---- | --------- | ------ | ---------------- |
| 1990 | Innsbruck | 5.     | -                |

### Mistrzostwa świata juniorów
| Rok  | Miejsce | Dwójki |
| ---- | ------- | ------ |
| 1988 | Olang   | 4.     |